# Monument Hills
Monument Hills es un lugar designado por el censo ubicado en el condado de Yolo en el estado estadounidense de California. En el año 2010 tenía una población de 1.542 habitantes.

## Geografía
Monument Hills se encuentra ubicado en las coordenadas 38°39′51″N 121°52′32″O / 38.66417, -121.87556.